# Alžbětin most (Vídeň)
Alžbětin most (Elisabethbrücke) byl most přes řeku Vídeňku, spojující břehy vídeňského předměstí Wieden (nynější 4. městský obvod) s vnitřním městem.

## Historie prvního mostu
Dřevěný most spojující nynější Korutanskou třídu (Kärtnerstrasse) s Wiedenskou hlavní ulicí (Wiedner Hauptstrasse) se písemně připomíná již v roce 1211. V letech 1400–1404 byl před Korutanskou městskou branou nahrazen kamenným mostem, který byl první, tedy nejstarší ve Vídni. V roce 1414 na něm byl vztyčen kamenný gotický sloup s křížem, takzvaný Pekařský kříž. Během následujících století byly na most umístěny sochy různých světců, svatého Domitiana, Václava, Jana Nepomuckého a bolestné Panny Marie, které byly v roce 1821 odstraněny, spolu s postranními kamennými zdmi.

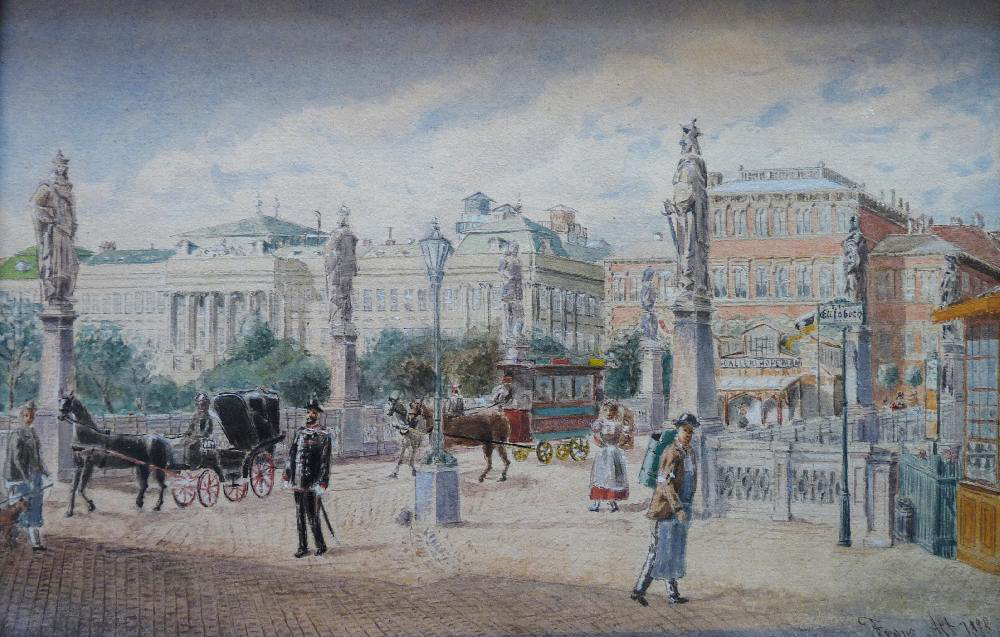
Wiedenská strana Alžbětina mostu v roce 1878, akvarel Franze Alta

Most byl pak rozšířen a renovován tak, že jeho silnici oddělovaly od chodníků zdi. Most měl původně dvanáct oblouků, pět z nich postupem času zmizelo při regulačních pracích řeky pod náspem. Most měl jezy a dřevěné ochranné konstrukce u pilířů, ale ty těžko odolávaly povodním. Například při dvousetleté vodě v roce 1784 byly tři pilíře strženy. Pro vážné statické poruchy konstrukce byl most v roce 1846 do základů zbořen a nahradilo ho provizorium.

## Druhý most
Roku 1847 vyhrál v soutěži projekt Ludwiga Förstera na most se třemi oblouky, se zděnou konstrukcí, obloženou kamenem. Po zřícení konstrukce pozdějšího Karolínina mostu (Karolinenbrücke) v roce 1851 byl původní projekt změněn a konstrukce založena na pilotech. Ke slavnostnímu otevření došlo v den sňatku císařovny Alžběty s Františkem Josefem I. 24. dubna 1854. Císařovna přešla most jako první, a tím jej otevřela.
Uzavřen a zbořen byl v roce 1897, kdy byla Vídeňka v těchto místech zatrubněna.

## Sochařská výzdoba
Most byl pozoruhodný monumentálními mramorovými sochami historických osobností, spjatých s dějinami města, pojatými ve stylu romantismu. Soutěž na ně byla vypsána roku 1864 a originály osazeny 19. listopadu 1867. Městská správa nepovolila v roce 1877 vídeňské tramvajové společnosti (Wiener Tramwaygesellschaft) položit na most více než jednu kolej a trať zůstala až do roku 1880 jednosměrná.
Most byl uzavřen kvůli nutné regulaci řeky Vídeňky na pozdějším Karlově náměstí. Sochy byly přemístěny na stanici metra Karlsplatz, kde je brzy zašpinily saze z parních lokomotiv, a začalo se jim říkat „Osm kominíků“. Proto byly v roce 1902 převezeny do radnice. V roce 1939 nacisté odstranili rasově nevyhovující sochu Josefa Sonnenfelse a nahradili ji sochou Christopha Willibalda Glucka, která byla po roce 1945 přemístěna na Karlsplatz. V současnosti je všech osm soch rozmístěno po parku kolem radnice a při vánočních trzích bývají obestavěny prodejními stánky.
Sochy a jejich autoři:
- Leopold VI. Babenberský (Johann Preleuthner )
- Jindřich II. Babenberský (Franz Melnitzky)
- Rudolf IV. Habsburský (Josef Gasser )
- Mikuláš hrabě Salm (Mathias Purkartshofer)
- Johann Bernhard Fischer z Erlachu (Josef Cesar)
- Josef von Sonnenfels (Hanns Gasser)
- Ernst Rüdiger von Starhemberg (Johann Baptist Fessler)
- Leopold Karl von Kollonitsch (Vincenz Pilz)

## Galerie

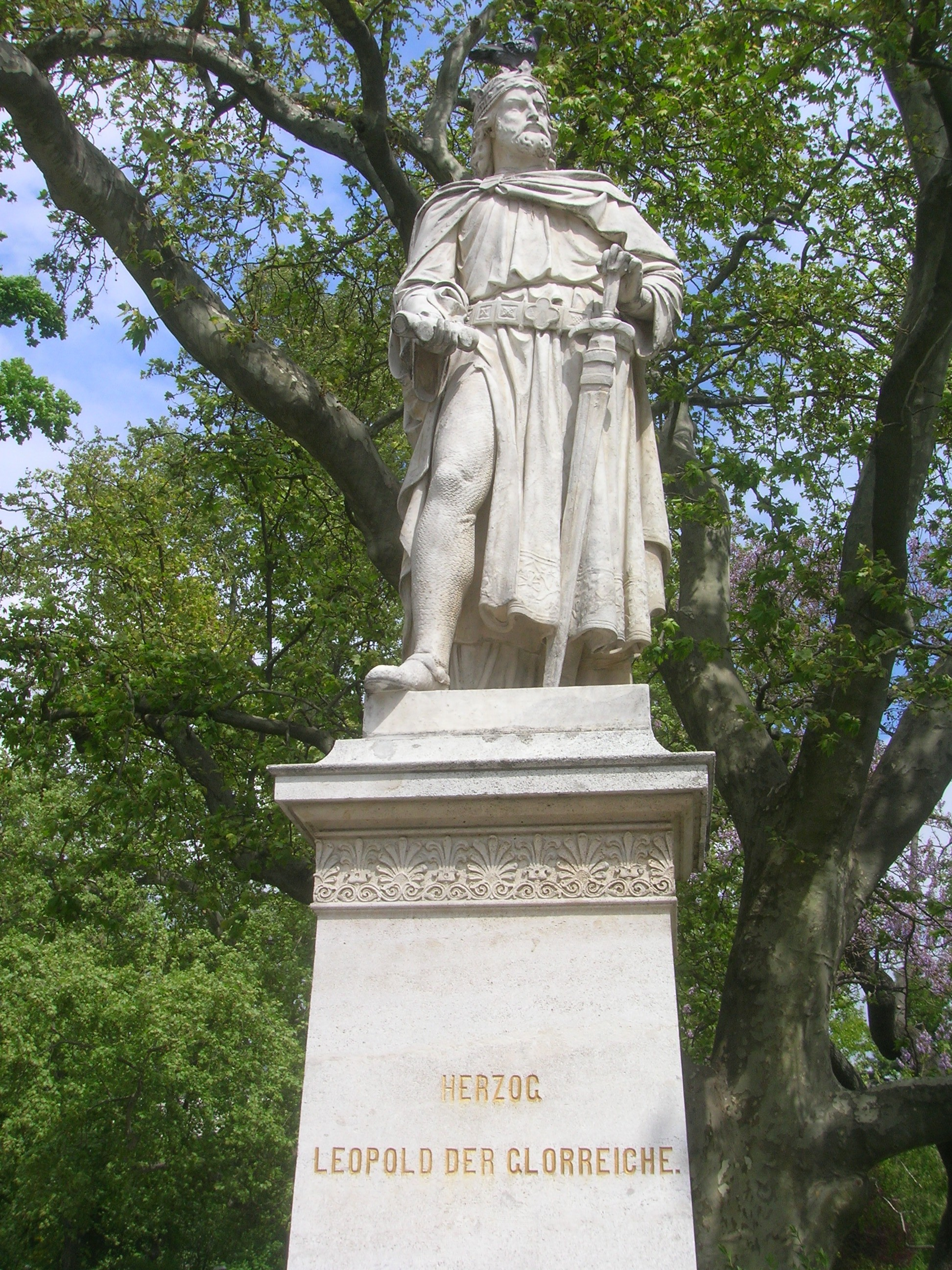
Leopold VI. Babenberský
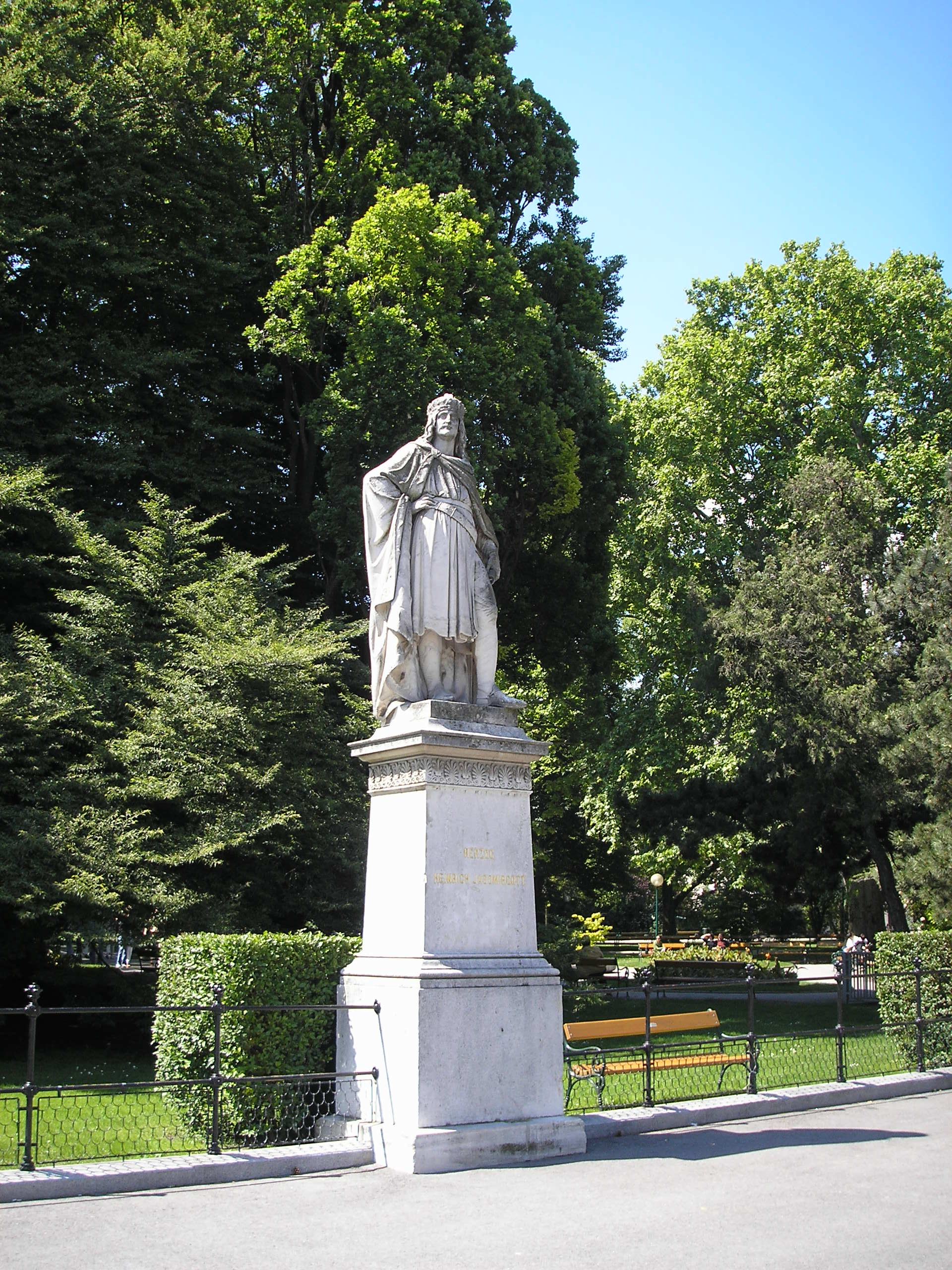
Jindřich II. Babenberský
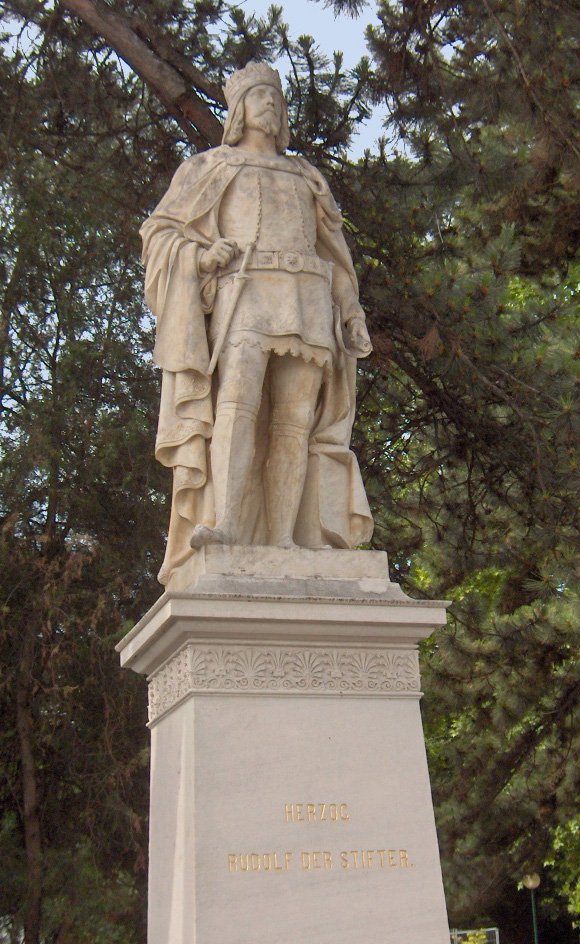
Rudolf IV. Habsburský
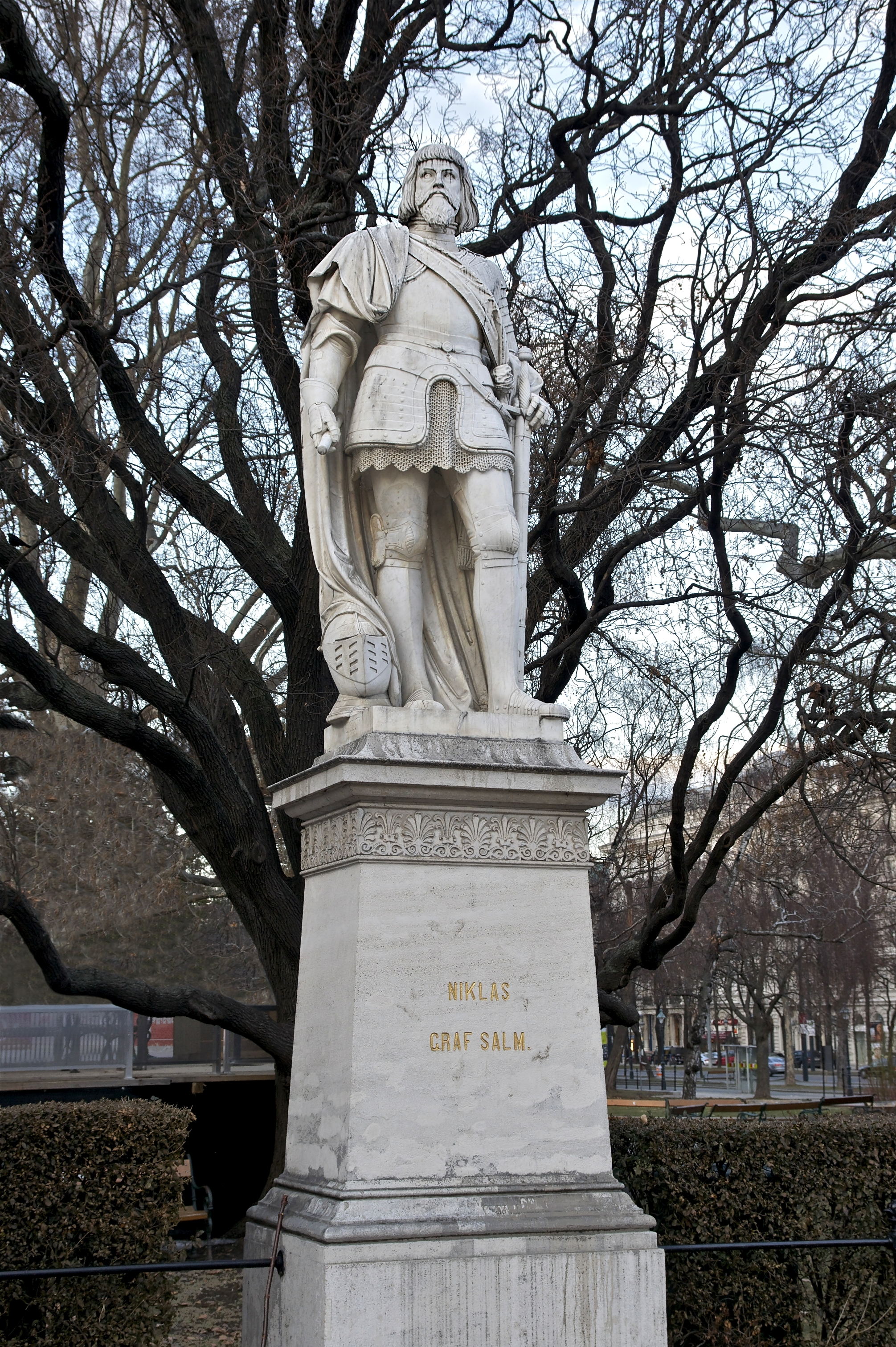
Mikuláš Salm
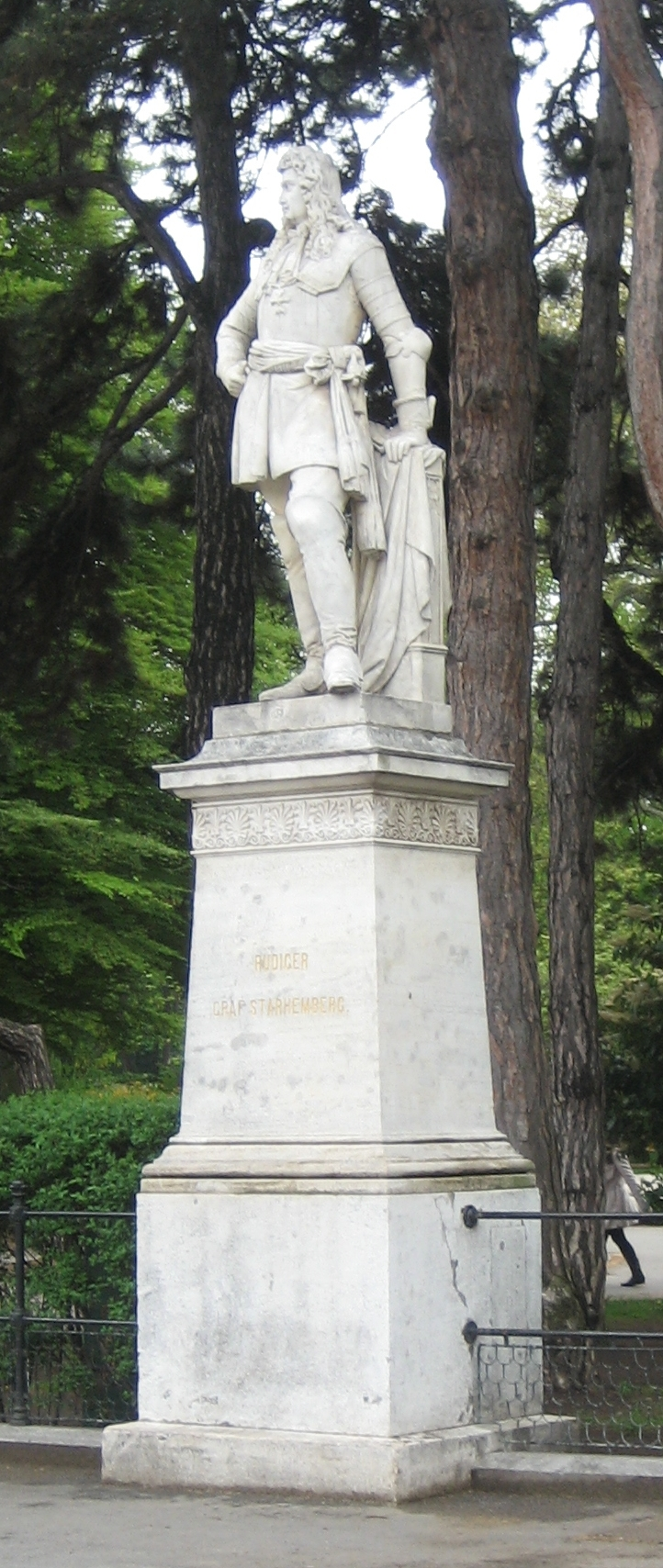
Ernst Starhemberg
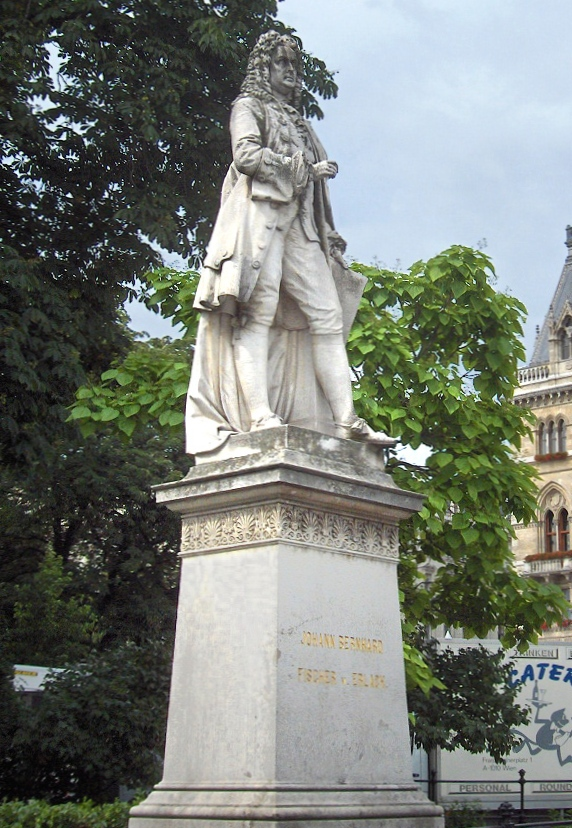
J.B.Fischer z Erlachu
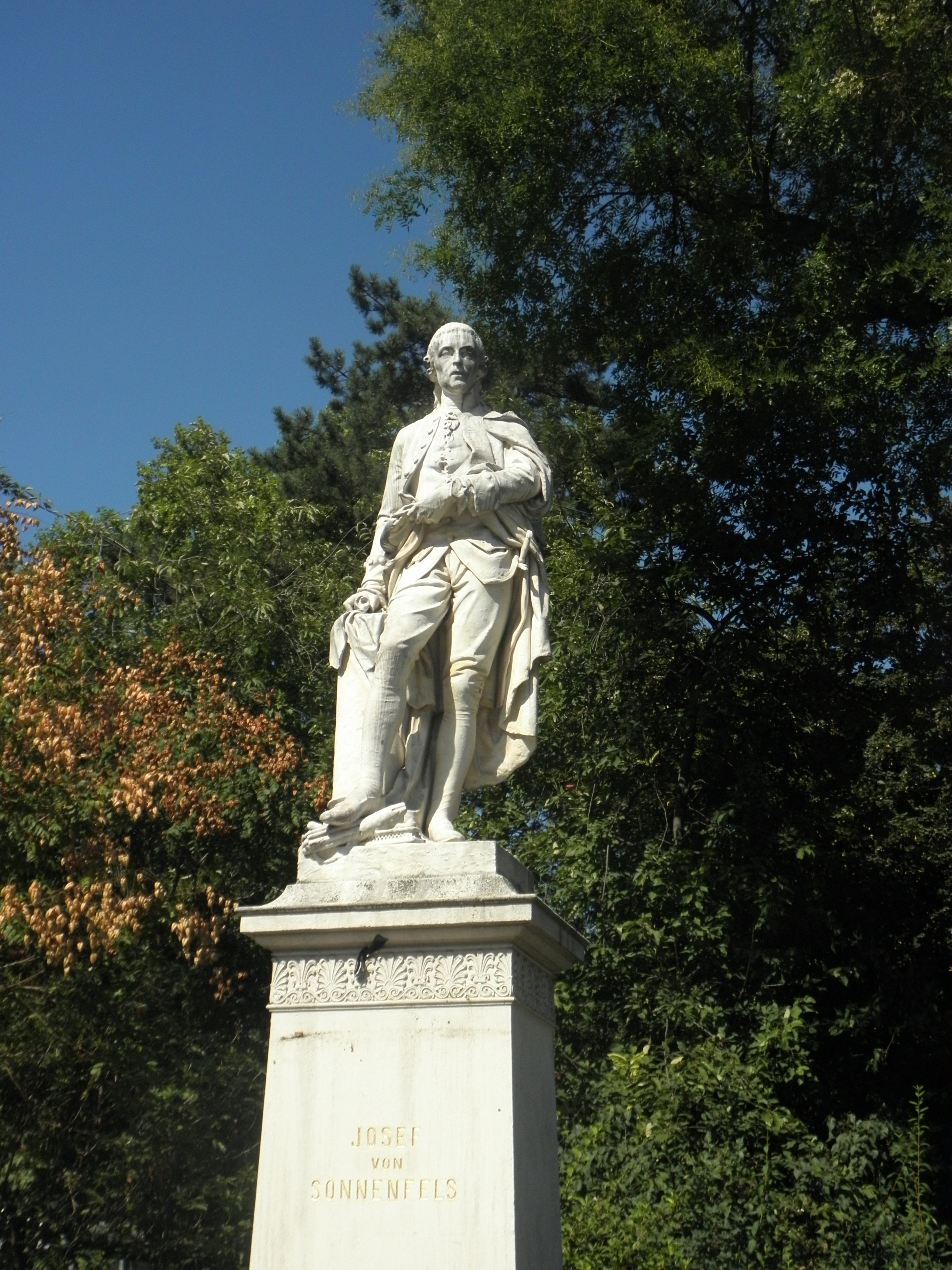
Josef von Sonnenfels
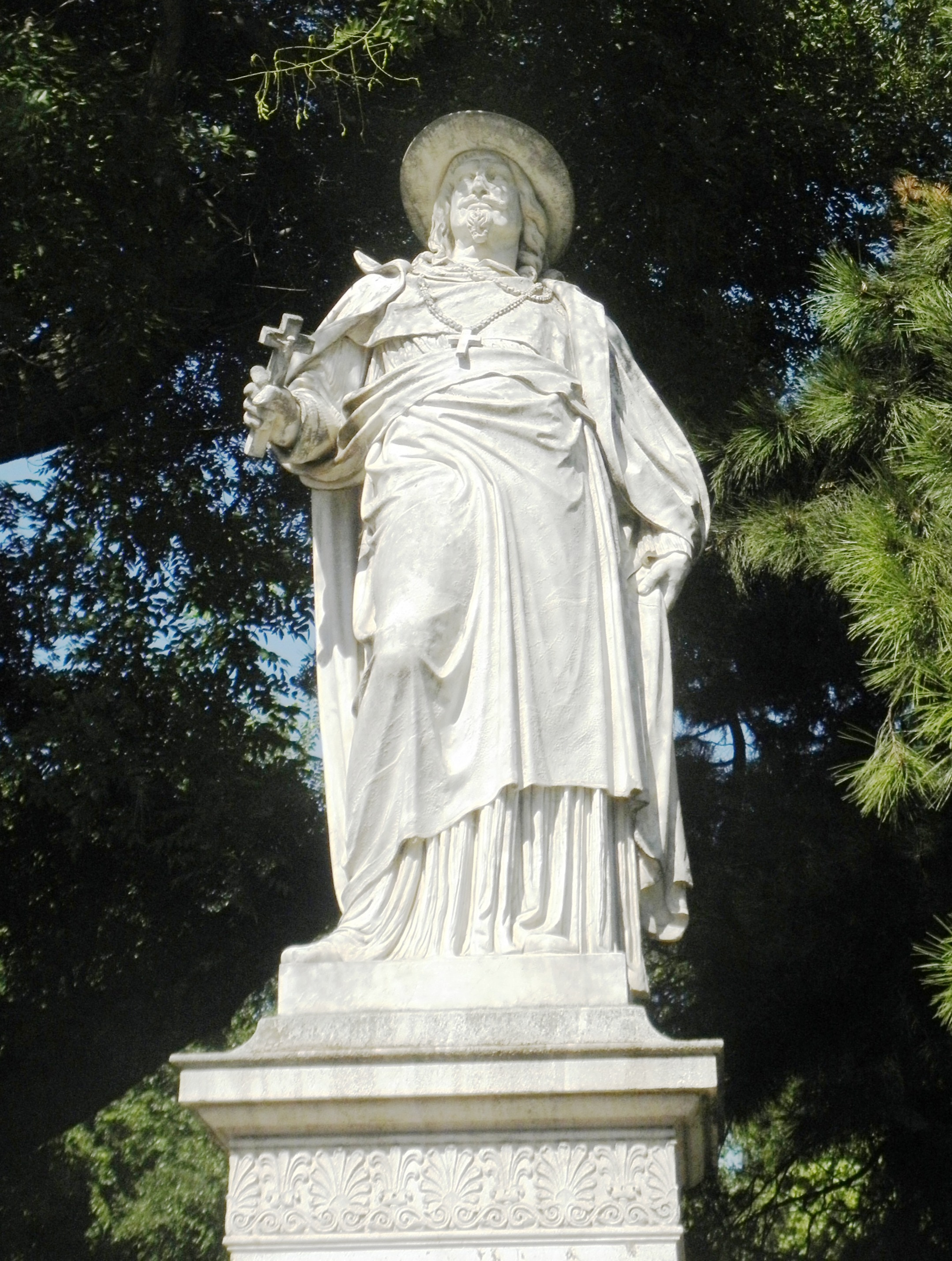
Leopold Karl von Kollonitsch